# Хвостовая
Хвостовая — река в России, в Ненецком автономном округе. Исток берёт в озере Хвостовом. Течёт в общем меридиональном направлении с севера на юг по ненаселённой Малоземельской тундре. Устье реки находится в 52 км по левому берегу реки Соймы, крупнейшим притоком которой является. Длина реки составляет 86 км. Крупных притоков река не имеет, однако в бассейне расположено много озёр.

## Данные водного реестра
По данным государственного водного реестра России относится к Двинско-Печорскому бассейновому округу, водохозяйственный участок реки — Печора от водомерного поста Усть-Цильма и до устья, речной подбассейн реки — бассейны притоков Печоры ниже впадения Усы. Речной бассейн реки — Печора.
По данным геоинформационной системы водохозяйственного районирования территории РФ, подготовленной Федеральным агентством водных ресурсов:
- Код водного объекта в государственном водном реестре — 03050300212103000083285
- Код по гидрологической изученности (ГИ) — 103008328
- Код бассейна — 03.05.03.002
- Номер тома по ГИ — 03
- Выпуск по ГИ — 0